# 김한송
김한송(金漢松, 일본어: 金山漢松)은 일제강점기의 승려이다.

## 생애
함경남도 안변군의 대본산 석왕사 재적 승려였다. 중일 전쟁 발발 2주년이 된 1939년에 석왕사에서는 일본군 위문금 22원 50전을 모금해 중앙교무원에 헌납한 일이 있는데, 김한송은 이 가운데 1원을 내놓으며 앞장섰다. 이때 석왕사의 주지는 아니었으나 영향력 있는 노승이었던 것으로 추정된다.
1940년 정충의의 후임으로 석왕사 주지에 선출되어 조선총독부의 인가를 받았다. 김한송은 그해 가을에 '지나사변 전몰장병 위령과 황군 무운장구 기원의 대법회'라는 시국 행사를 성대하게 거행하여 《매일신보》에 이 사실이 모범 사례로서 보도되었다. 거부로 유명했던 최창학과 박기효가 막대한 기부를 하여 개최되었으며, 전사한 일본군 유가족들이 전국에서 모이고 총독부 관리들도 다수 참석한 대형행사였다.
전쟁이 막바지에 이르자 일본은 부족한 전쟁 물자를 메꾸기 위해 금속류 헌납 운동을 펼쳤고, 이는 사찰에까지 영향을 미쳤다. 김한송은 이 운동에 동조하여 석왕사 대웅전의 대범종은 물론 부속 사찰의 범종까지 전부 헌납하였다. 조선 불교계가 모금하여 일제에 헌납하기로 한 해군 비행기 대금으로 1,461원을 내기도 했다.
광복 직전인 1944년 말에 석왕사 주지로 재인가를 받아 두 번째 임기를 시작했으나, 광복 후 함남 지역이 소군정 영역으로 들어가면서 소식을 알 수 없다. 2008년 민족문제연구소가 발표한 친일인명사전 수록예정자 명단 종교 부문에 선정되었다.

## 같이 보기
- 석왕사

## 참고 문헌
- 임혜봉 (2005년 3월 1일). 〈김한송 : 내선일체의 시국 대법회를 개최한 석왕사 주지〉. 《친일 승려 108인》. 서울: 청년사. 657~659쪽. ISBN 9788972783848.